# フィアット・テムプラ
テムプラ（TEMPRA）は、フィアットが製造・販売していた自動車である。

## 概要
1990年、レガータの後継車種として発表された。4ドアノッチバックセダン、ステーションワゴンのほか、ブラジルでは2ドアクーペ型も販売された。
フィアット・ティーポと共通の開発プロジェクト「ティーポ2/3」から生まれた車で、ランチア・デドラやアルファロメオ・155などが姉妹車である。
エンジンは、排気量1.4リットルと1.6リットル4気筒SOHC、1.8リットルと2.0リットルで4気筒DOHCのガソリンエンジンと、1.9リットル4気筒DOHCターボ、2.0リットルで4気筒SOHCのディーゼルエンジン。これらをFF方式で駆動した。サスペンションは、前輪がマクファーソン・ストラット、後輪がセミ・トレーリングアームで、前後ともコイルスプリング。
デザインについては外装は全てのボディタイプをイタリアのデザイン会社I.DE.Aが、内装はフィアットチェントロスティーレ（フィアット社内デザインセンター）がそれぞれ担当した。
生産はイタリアで1997年まで、ブラジルでは1998年まで行われた。後継は1996年登場のマレアである。

### 日本での販売
フィアット&アルファロメオ・モータース・ジャパンにより、1992年から1993年までセダン2.0i.e.SXの1グレードのみが輸入された。日本導入車は排気量2.0リットル4気筒DOHCのガソリンエンジンで、最高出力110PS、最大トルク16.2kg・m、トランスミッションは4速ATという仕様であった。